# 2584 Туркменија
2584 Туркменија (енгл. 2584 Turkmenia) је астероид главног астероидног појаса са средњом удаљеношћу од Сунца која износи 2,227 астрономских јединица (АЈ).
Апсолутна магнитуда астероида је 13,3.